# Санта-Галла (титулярная церковь)
Титулярная церковь Санта-Галла (лат. Titulus Sanctæ Gallæ) — титулярная церковь была создана Папой Франциском 14 февраля 2015 года. Титул принадлежит церкви Санта-Галла, расположенной в квартале Рима Остиенсе, на виа Чирконваллационе Остиенсе.

## Список кардиналов-священников титулярной церкви Санта-Галла
- Даниэль Фернандо Стурла Беруэ S.D.B. — (14 февраля 2015 — по настоящее время).